# El ángel de la guarda (historieta)
El ángel de la guarda es una historieta publicada en 1996 del dibujante de cómics español Francisco Ibáñez perteneciente a la serie Mortadelo y Filemón.

## Trayectoria editorial
Firmada en 1995 y publicada en 1996 en el n.º 123 de la Colección Olé. Junto a esta aventura, se publican varias historietas cortas de Pepe Gotera y Otilio, también creación de Francisco Ibáñez.

## Sinopsis
Ante los problemas de escaso compañerismo que existen en la T.I.A., el Superintendente decide poner en marcha la "Operación Ángel de la Guarda". Dicha operación es un entrenamiento para los agentes que consiste en tullir a uno de ellos para que el otro sea capaz de ocuparse de él en situación de peligro. Por supuesto, Mortadelo y Filemón serán los elegidos para llevar a cabo esta misión y simularán proteger diversas discapacidades que, casi siempre, acabarán con la salud de Filemón.